# 龍池会
龍池会（りゅうちかい）は、明治時代初期の美術団体。「竜池会」と書かれる場合もある。明治20年（1887年）に「日本美術協会」（にほんびじゅつきょうかい）へと改称した（日本美術協会は現在も存続している）。

## 沿革
明治初年には急激な西洋化の結果、従来の美術作品は価値を落とし、作家も需要を失って窮乏していた。このような状況を危惧した佐野常民、河瀬秀治、九鬼隆一らは明治11年（1878年）3月、上野の天龍山生池院（弁天堂）に集まった。これが後の「龍池会」の始まりである。会頭は佐野、副会頭は河瀬が担当し、古美術品の鑑賞会（「観古美術会」）や同時代の作品の品評会を主な活動とし、上野で会合を行った。
当初は旧来の美術をそのままに保護しようという方針であったが、重要なブレーンであったフェノロサは狩野芳崖を通じて和洋折衷の新しい日本画の創出を目指すようになり、内部での対立を生み出した。この結果、同17年（1884年）に九鬼や岡倉覚三（天心）、今泉雄作ら文部省組が離反して新たに「鑑画会」を発足させ、この運動は明治20年（1887年）の東京美術学校の設立へと到る（同校の授業開始は明治22年）。
明治18年（1885年）6月に『龍池会報告』を創刊し、龍池会が日本美術協会と改称する同20年（1887年）12月まで、ほぼ月毎に刊行した。
新興勢力の鑑画会の革新運動に危機感をいだいた龍池会側は宮内省との関係を深め、明治20年（1887年）に有栖川宮熾仁親王を総裁に迎えて「日本美術協会」へと改称する。純粋な伝統絵画を保存しようという方針の下に伝統画派の重鎮が集まり、鑑画会系の革新派が新派と呼ばれたのに対して、龍池会側は旧派と呼ばれた。